# Hyŏndŭng sa
Hyŏndŭng sa (kor. 현등사 / 懸燈寺, dosł. „Klasztor Wiszącej Latarni”) – koreański klasztor buddyjski.

## Historia klasztoru
W VI wieku przybył do królestwa Silli indyjski mnich Marahami, aby nauczać buddyzmu. Król Pŏphung (panował w latach 514–540) nakazał wybudowanie dla niego pustelni na zboczu góry Unak. W IX wieku dzięki mistrzowi sŏn Yŏgongowi Tosŏnowi (827–898) wybudowano w tym miejscu klasztor jako jeden z elementów ochrony kraju.
Klasztor ten najpewniej podupadł, gdyż kiedy mistrz sŏn Chinul (1158–1210) przechodził przez ten rejon w roku 1204, zobaczył już tylko jego fundamenty. Jednak miejsce to wydawało mu się tak wyjątkowe, że postanowił klasztor odbudować. W latach 1204–1211 odbudowano go i nazwano Hyŏndŭng sa.
W czasie panowania dynastii Chosŏn klasztor był odnawiany kilkakrotnie. W 1411 roku mistrz sŏn Hamhŏ Tŭkt'ong (1376–1433) wędrował z góry Samgak na górę Osin i zabłądził. Nagle znikąd pojawił się przed nim jeleń. Hamhŏ poszedł za nim i dotarł do podniszczonego klasztoru. Miejsce wydało mu się znakomite, więc odnowił klasztor. Na pamiątkę tego wydarzenia wzniesiono w 1433 roku stelę pamiątkową.

## Znane obiekty
- Dzwon z klasztoru Pongsŏn – cenna Kulturalna Wartość nr 168

## Adres klasztoru
- 73 Unakcheonggye-ro 589beon-gil, Ha-myeon (San 163 Hapan-ri), Gapyeong-gun, Gyeonggi-do, Korea Południowa